# De Nova Da Capo
De Nova Da Capo is een Engels platenlabel. Het label werd in 1991 opgericht door Mark St.John Ellis.
Tot 2005 werden de door De Nova Da Copa uitgebrachte albums gedistribueerd door het eveneens Britse World Serpent Distribution.
In 1996 bracht het label een album uit met muziek van de toentertijd bij het label aangesloten artiesten genaamd 'These Wings Without Feathers'.
Om het label een steun in de rug te geven doneerde Lisa Gerrard twee voorheen onuitgebrachte composities voor dit album.

## Albums uitgebracht door het label
- 1993: Elijah's Mantle - Angels Of Perversity
- 1994: Elijah's Mantle - Remedies In Heresies
- 1995: Elijah's Mantle - Sorrows Of Sophia
- 1995: Coex - Synaesthesia
- 1996: Elijah's Mantle - Betrayals And Ecstasies
- 1996: Various - These Wings Without Feathers
- 1996: Ronan Quays - The Ebbing Wings Of Wisdom
- 1996: Elijah's Mantle - Poets And Visionaries
- 1997: CoEx-Ascents Meteora
- 1998: Pablo And Paula Guarderas - Feeling The Cold
- 1999: Elijah's Mantle - Psalms From Invocations
- 1999: Ozymandias/Elijah's Mantle - The Soul Of Romanticism
- 2000: Elijah's Mantle - Legacy Of Corruption
- 2002: Elijah's Mantle - Breath Of Lazarus
- 2010: Elijah's Mantle - Observations Of An Atheist

## Andere releases
- 1995: Philosophy with a Hammer (korte film)